# Szatirikus táncosnő
A Szatirikus táncosnő (ismert még Groteszk táncosnő címmel is) André Kertész egyik legismertebb felvétele, Förstner Magda táncosnőről készítette.

## Története
Kertész 1925-től több mint tíz évet töltött Párizsban. Itt találkozott a fiatal Förstner Magdával 1926-ban, akit rögtön meg is hívott Beöthy István szobrász rue Daguerre-en található stúdiójába, hogy felvételeket készítsen róla. Förstner beleegyezett a találkozóba és másnap a megbeszélt időpontban meg is jelent a műteremben, ahol Kertész mellett Beöthy fogadta a művésznőt. „Azt mondtam neki: csinálj valamit, ami a stúdiósarok szelleméhez hasonló. Elkezdett mozogni a szófán. Hirtelen csinált egy mozdulatot. Csak két expozíciót készítettem. Nem kell száz tekercseket elfényképezni, ahogy manapság csinálják. Az embereket csodás dolog mozgás közben fényképezni. Azt jelenti, hogy el kell kapni a megfelelő pillanatot: a pillanatot, amikor valami átváltozik valami mássá. Ez a kép egyfajta torzulás, mint az úszóról készült képem.” – emlékezett vissza Kertész a fotózás körülményeire. A modell antik görög szoborként pózolt a műterem bebútorozott sarkában a díványon. A falon egy nőalakot ábrázoló festmény, a bal oldalon pedig a házigazda Irányzott cselekvés (1926) című szobra látható, melyet a táncosnő kicsavart végtagokkal utánoz. A testek összhangját Kertész egy szürreálisnak ható képben komponálta egybe.
A fénykép, mely számos fotóművészt ihletett meg az évek folyamán, első alkalommal 1928 júniusában a Magyar fotográfia folyóiratban Groteszk táncosnő címmel jelent meg, ahol így méltatták a képet: „Kertész Andrást itthon alig ismerik, holott Párizsban már jónevű modern fotográfus, akinek merész elgondolású és ízig-vérig korunk szellemében elgondolt képeit gyakran láthatjuk külföldi képes folyóiratok oldalain. Idecsatolt felvétele egyik legsikerültebb munkája. A térdprobléma rendkívül érdekes megoldása a felülről való látással kiegyensúlyozva. Kertész András rokonszenves és jó úton járó fényképész tehetség, akitől még sok érdekes munkát várunk.”